# Fleur de Lys Automobile Manufacturing

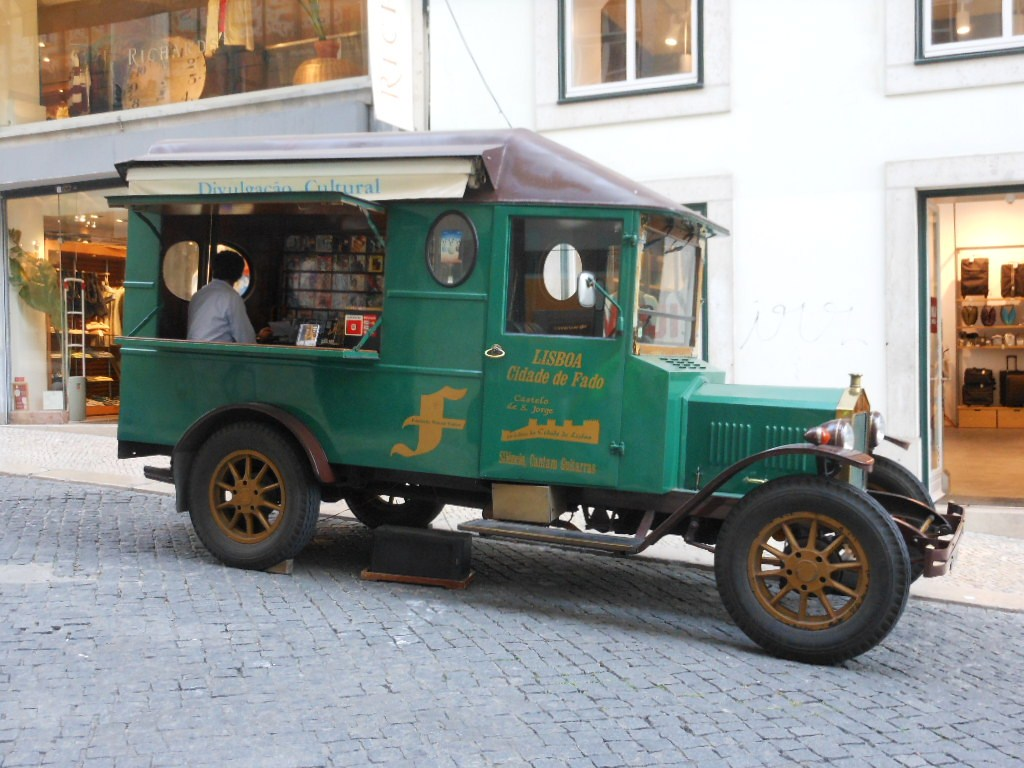
Fleur de Lys als Verkaufswagen …

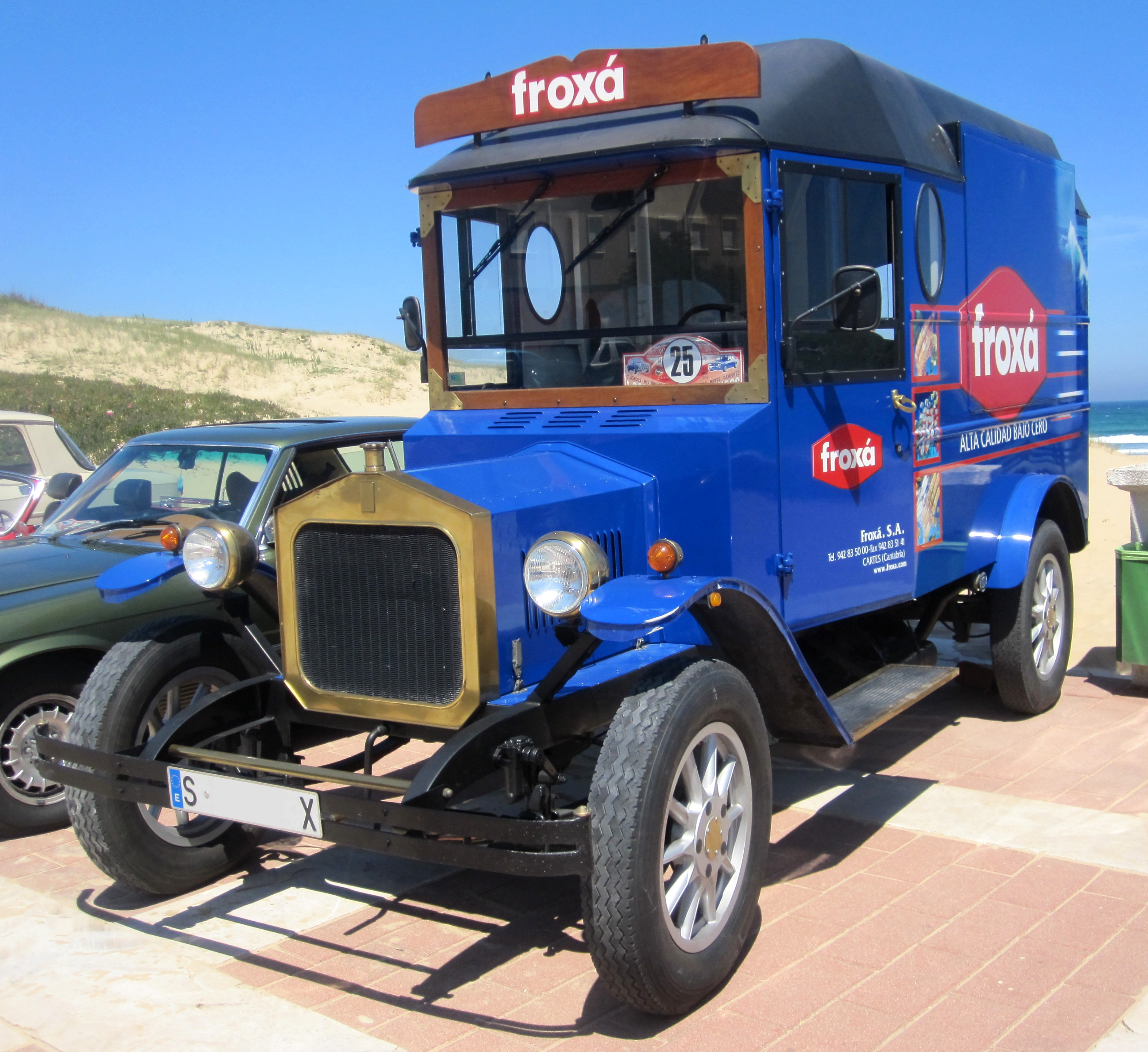
… und als Kastenwagen

Fleur de Lys Automobile Manufacturing Limited war ein britischer Hersteller von Automobilen.

## Unternehmensgeschichte
Das Unternehmen aus Newark-on-Trent in der Grafschaft Nottinghamshire begann 1983 mit der Produktion von Automobilen. Der Markenname lautete Fleur de Lys. Dionysios Andreas Liveras, Iain Robertson Muir und Kyriacos Kyriacou waren die Direktoren. 1994 endete die Produktion.

## Fahrzeuge
Zunächst standen ausschließlich Nutzfahrzeuge mit den Modellnamen Newark im Stile der 1920er Jahre im Sortiment. Die Idee dazu stammte von Andreas Liveras, während Len Terry das Fahrzeug entwarf. Ein Vierzylindermotor von Ford mit 2000 cm³ Hubraum trieb die Fahrzeuge an. Viele Fahrzeuge wurden zu Werbezwecken eingesetzt. Etliche Fahrzeuge wurde exportiert.
Erst 1991 begann die Produktion von Personenkraftwagen im gleichen Stil. Genannt sind die Modelle Lincoln und Belgravia. Der Lincoln war eine Limousine, die auch als Kit Car erhältlich war. Davon entstanden etwa sechs Exemplare. Der Belgravia war ein Landaulet. Sein Neupreis betrug rund 150.000 DM.